# Dôme de Turi
Turi Tholus
Pour les articles homonymes, voir Turi.
Le dôme de Turi (désignation internationale : Turi Tholus) est un dôme situé sur Vénus dans le quadrangle de Barrymore. Il a été nommé en référence à Turi, déesse polynésienne, créatrice du relief des îles.